# Mogoditshane Fighters
Maillots
Dernière mise à jour : 13 février 2012.
Le Mogoditshane Fighters est un club botswanais de football basé à Mogoditshane.

## Palmarès
- Championnat du Botswana (4)
  - Champion : 1999, 2000, 2001, 2003
  - Vice-champion : 2002

- Coupe du Botswana (3)
  - Vainqueur : 1999, 2000, 2003
  - Finaliste : 2004